# غلاية أنابيب اللهب

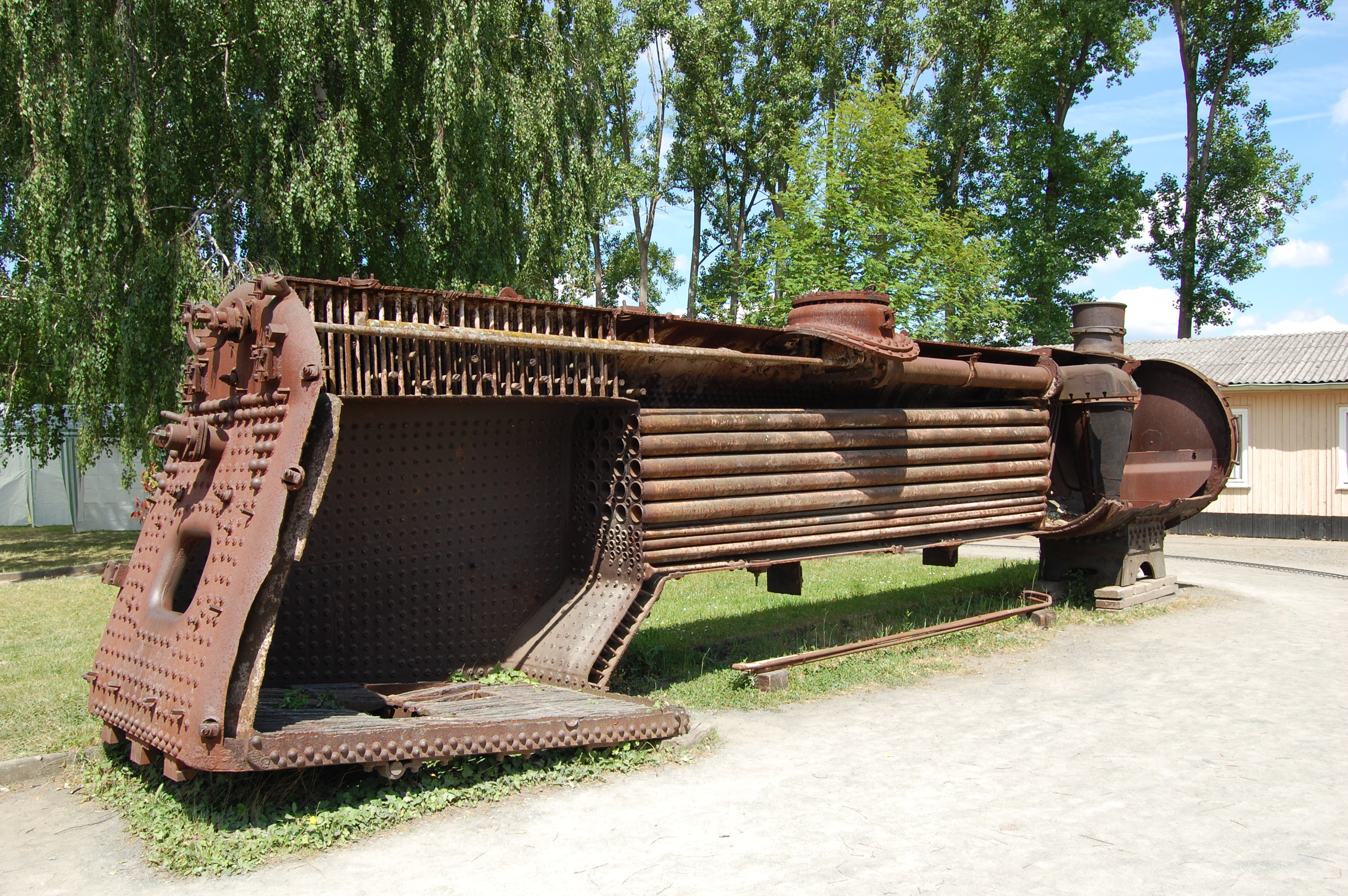
منظر مقطعي لغلاية أنابيب اللهب.

المراجل ذات الأنابيب اللهبية (بالإنجليزية: Fire Tube Boiler)‏ سميت هذه المراجل بهذا الاسم لأن معظم الشغل الذي يتم فيها ناتج عن الانتقال الحراري من غازات الاحتراق الساخنة التي تمر داخل الأنابيب والمياة التي تحيط بها من الخارج.

## الوصف
هذا,k النوع من المراجل يكون مدمج لذا يمكن نقلة من مكان لآخر وإنتاج الطاقة البخار منه ويستعمل في الأعمال التي تتطلب معدلات سريان للبخار منخفضة وبمواصفات محدودة (الكمية، الضغط، الحرارة) وهذا النوع من المراجل له وعاء خارجي يحتوي بداخلة على انابيب اللهب والمياه التي تحيط بها ولها معدات لإحراق الوقود.

## الأنواع
تنقسم المراجل ذات الأنابيب اللهبية إلى نوعين :
- المراجل اللهبية الرأسية.
- المراجل اللهبية الأفقية.

## المراجل اللهبية الرأسية
عبارة عن وعاء رأسي تحتوي على الأنابيب اللهبية والمياه تحيط بها وأنابيب اللهب تمتد من صندوق اللهب حتى القرص العلوي المثبت لأنابيب.
القدرة الحصانية: 6-75 حصاني ميكانيكي
معدل إنتاج البخار: (الرجاء وضع المعلومات هنا-Redman-)
الضغط: 7 بار

## المراجل اللهبية الأفقية
هذا النوع من المراجل له أنواع عديدة ومتنوعة أكثرها انتشاراً هو المرجل ذو الأنابيب الأفقية الرجعية (بالإنجليزية : Horizontal Return Tubular Boiler).
المراجل اللهبية الأفقية عبارة عن وعاء إسطواني طويل مثبت على جدران الفرن المصنوعة من الطوب (الطابوق) الحراري بواسطة مثبتات متزلقة للسماح بحرية الحركة النسبية للمرجل في حالة تمددة.
يوجد أنواع أخرى يمكن تعليقها بواسطة دعامات حديدية علوية مع مراعاة أن يكون للوعاء حرية الحركة على قدر التمدد الحراري وبالتالي لا يؤثر على جدران الفرن مما يقلل تكاليف الصيانة، والمرجل به وقاد (Stoker) للوقود (الفحم) وحائط واقي لاحتراق وتمر الغازات من الوقاد إلى مؤخرة المرجل ثم تمر داخل أنابيب اللهب ثم تعود مرة أخرى إلى مقدمة المرجل حيث تخرج من الدخنة (Stack) وجسم المرجل به ميل خفيف من المقدمة إلى مؤخرة المرجل لتفريغ المياه من المرجل في حالة زيادة الرواسب والأملاح بالمياة ويوجد صمام امان لحماية الوعاء الإسطواني من الدمار نتيجة زيادة الصغط داخلة.
القدرة الحصانية: 15-600 حصان ميكانيكي
معدل إنتاج البخار: 9-15 طن بالساعة
الضغط: 2-17 بار

## مميزات المراجل اللهبية
- مدمجة.
- تشغل مساحة أفقية ورأسية قليلة.
- تشغيلها بسيط وسهل.
- سعرها منخفض.
- لا تحتاج إلة مداخن مرتفعة.
- تغيير انابيبها سهل لأنها مستقيمة.

## المستقبل
عموما فإن المحاولات تجري لجعل المراجل اللهبية الكبيرة قليلة التكاليف باستعمال النحكم البسيط والغير معقد ولكن الوعاء الإسطواني لهذه المراجل يجعل أقصى ضغط بها لا يزيد عن 20 بار مما يجعل استخدامها مقصور على استخدامات محدودة ومحددة واحدث وأكبر نوع حتى الآن هو (Scotch Marine Type) قدرتة 2000 حصان ميكانيكي أي حوالي 20 ميجاواط.